# Roma e Gerusalemme
Roma e Gerusalemme. L'ultima questione nazionale (Rom und Jerusalem, die Letzte Nationalitätsfrage) è un libro pubblicato da Moses Hess nel 1862 a Lipsia. Diede l'impulso iniziale al movimento del sionismo socialista. Nella sua opera Hess sosteneva il ritorno degli ebrei nella Terra di Israele e proponeva uno Stato socialista in cui gli ebrei si sarebbero ruralizzati attraverso un processo di "redenzione del suolo". 

## Importanza
Il libro fu il primo scritto sionista a inserire la questione del nazionalismo ebraico nel contesto del nazionalismo europeo. 
Hess fondeva filosofia secolare e religiosa, dialettica hegeliana e panteismo spinoziano e marxismo.
Il libro fu scritto nel contesto dell'assimilazionismo degli ebrei tedeschi, dell'antisemitismo tedesco e dell'antipatia tedesca per il nazionalismo nascente in altri Stati. Hess usava la terminologia dell'epoca, come il termine "razza", ma era un sostenitore dell'egualitarismo, credeva nei principi della Rivoluzione francese e voleva applicare i concetti progressisti della sua epoca al popolo ebraico.

## Temi principali
Scritto in forma di dodici lettere indirizzare a una donna addolorata per la perdita di un parente. 
Nella sua opera, Hess espone le seguenti idee:
1. Gli ebrei saranno sempre degli stranieri tra i popoli europei, i quali potranno abolire le leggi discriminatorie  per motivi di umanità e giustizia, ma non li rispetteranno mai fino a quando gli ebrei metteranno da parte la loro grande memoria nazionale e manterranno il principio "Ubi bene, ibi patria." (in latino: "Dove si sta bene, lì è la patria")
2. Il tipo ebraico è indistruttibile e il sentimento nazionale ebraico non può essere sradicato, anche se le leggi tedesche, per amore di una emancipazione più ampia e generale, convincono se stessi e gli altri del contrario.
3. Se l'emancipazione degli ebrei è irreconciliabile con la nazionalità ebraica, gli ebrei devono sacrificare l'emancipazione per la nazionalità. Hess ritiene che la sola soluzione della questione ebraica stia nel ritorno in Terra di Israele.

## Reazioni e influenza
A quell'epoca il libro fu accolto freddamente e solo in retrospettiva diventò una delle opere fondamentali del sionismo.